# Louis de Cormenin
Louis-Marie de Lahaye de Cormenin (ur. 6 stycznia 1788 w Paryżu, zm. 6 maja 1868 tamże) – francuski publicysta. Od 1808 adwokat, w 1810 audytor przy radzie stanu, 1814 za pierwszej i 1815 za drugiej Restauracji Burbonów referendarz stanu, zaczął trudnić się dziennikarstwem, wydając jednak także i większe prace, m.in. dwutomowe dzieło "Droit administratif" ("Prawo administracyjne", wyd. 1. Paryż 1822; piąte wydanie wyszło w 1840), cenione jeszcze pod koniec XIX wieku.
Zasiadając od 1818 w izbie deputowanych był stronnikiem skrajnej lewicy i przy wydaniu pierwszych postanowień lipcowych (1830) złożył urząd, nie uznając nowej konstytucji i rządu, a w swojej działalności publicystycznej satyrycznymi tekstami sawał w ciągłej opozycji.
W zgromadzeniu narodowym w 1848 został wiceprezesem; miał w nim znaczny udział w ułożeniu nowych ustaw. Wraz ze wzrostem znaczenia Ludwika Napoleona został gorliwym bonapartystą.
Autor broszur politycznych, m.in. Pamphlets de Timon (Paryż 1845) i dzienników - Études sur les orateurs parlamentaires (Paryż 1836), Livre des orateurs (1838–1860), Dialogues de maître Pierre (1834), Le droit de tonnage de Algérie (Paryż 1860). Jego trzytomowe Oeuvres ("Dzieła") wyszły w Paryżu już po jego śmierci, w latach 1869–1870.
Jeszcze w 1812 napisał m.in. "La Pologne régénérée" ("Polska odrodzona") – epodę heroiczną.